# توپولف آی-۸
توپولف آی-۸ (به انگلیسی: Tupolev I-8) یک هواگرد ساختِ کارخانهٔ توپولف در کشور اتحاد جماهیر سوسیالیستی شوروی است. این هواگرد برای نخستین بار در ۱۹۳۰ میلادی مورد استفاده قرار گرفت.